# Ếch sừng Java
Ếch sừng Java (danh pháp hai phần: Megophrys montana) là một loài ếch được tìm thấy ở châu Á.

## Miêu tả
Loài này có thể dài đến 92mm, trong khi con cái lớn có thể dài 111mm. Loài này được nhận dạng bởi một "sừng" kéo dài, khác thường nằm trên mỗi mí mắt, và chĩa về phía trước. Có một nếp da gấp phân chia phần đầu và thân. Còn màu sắc thì giống với các lá khô.